# Emanuel Maciel
Emanuel Fernando Maciel (José C. Paz, 28 marzo 1997) è un calciatore argentino, centrocampista dell'ADA.

## Carriera
Cresciuto nel settore giovanile del San Lorenzo, ha esordito in prima squadra il 27 luglio 2019 disputando l'incontro di Primera División vinto 3-2 contro il Godoy Cruz.
L'11 febbraio 2020 viene acquistato dal Montréal Impact. Il 1º gennaio 2022 rimane svincolato dal club canadese. Il 22 gennaio successivo si accasa all'Aldosivi.

## Statistiche

### Presenze e reti nei club
Statistiche aggiornate al 3 gennaio 2023.
| Stagione           | Squadra            | Campionato         | Campionato | Campionato | Coppe nazionali | Coppe nazionali | Coppe nazionali | Coppe continentali | Coppe continentali | Coppe continentali | Altre coppe | Altre coppe | Altre coppe | Totale | Totale |
| Stagione           | Squadra            | Comp               | Pres       | Reti       | Comp            | Pres            | Reti            | Comp               | Pres               | Reti               | Comp        | Pres        | Reti        | Pres   | Reti   |
| ------------------ | ------------------ | ------------------ | ---------- | ---------- | --------------- | --------------- | --------------- | ------------------ | ------------------ | ------------------ | ----------- | ----------- | ----------- | ------ | ------ |
| 2019-feb. 2020     | San Lorenzo        | PD                 | 1          | 0          |                 | -               | -               |                    | -                  | -                  |             | -           | -           | 1      | 0      |
| 2020               | CF Montréal        | MLS                | 12         | 0          | CC              | 0               | 0               |                    | -                  | -                  |             | -           | -           | 12     | 0      |
| 2021               | CF Montréal        | MLS                | 18         | 0          | CC              | 1               | 0               |                    | -                  | -                  |             | -           | -           | 18     | 0      |
| Totale CF Montréal | Totale CF Montréal | Totale CF Montréal | 30         | 0          |                 | 1               | 0               |                    | -                  | -                  |             | -           | -           | 31     | 0      |
| 2022               | Aldosivi           | PD                 | 11         | 0          | CA              | 2               | 0               |                    | -                  | -                  |             | -           | -           | 13     | 0      |
| Totale carriera    | Totale carriera    | Totale carriera    | 42         | 0          |                 | 3               | 0               |                    | -                  | -                  |             | -           | -           | 45     | 0      |

## Palmarès

### Club

#### Competizioni nazionali
- Canadian Championship: 1

CF Montréal: 2021